# 黄建勋
黄建勋（1852年—1894年9月17日），字菊人，福州府永福縣人（今福建省福州市永泰县）。清朝军事将领。

## 人物经历
早年入福州船政学堂学习，后登建威舰练船实习。1873年，20岁的黄建勋学成毕业，登上军舰赴国内外巡航。1874年，充任扬武舰正教习，又调任福星舰正教习。1882年3月，奉命署理镇西舰管带。1887年4月，调任超勇舰管带。1889年，海军衙门成立，设左翼右营参将，以黄建勋署理。1891年，李鸿章巡阅北洋水师，黄建勋因训练有功，加副将衔。1894年9月17日，北洋水师和日本联合舰队在黄海展开大战，超勇舰不抵日军四艘主力舰，最终船沉火焚。黄建勋落水后，拒绝救助，自沉而亡。后追赠总兵衔，世袭云骑尉，恩骑尉世袭罔替。